# 滇越猴欢喜
滇越猴欢喜（学名：Sloanea mollis）为杜英科猴欢喜属下的一个种。其种加词“mollis ”意为“柔软的”。
现接受名为毛猴欢喜（Sloanea tomentosa (Benth.) Rehder & E.H.Wilson, 1915）。